# Petter Morottaja
Petter Jori Andaras Morottaja (Inari, Finnország, 1982. július 11. –) inari számi író. Első könyvét 17 évesen adta ki. 25 évesen képviselőjelöltként indult a Finnországi számi parlamenti választásokon, de végül nem választották meg. Az Inari-számi Nyelvi Társaság aktív tagja, a Kierâš című hetilap főszerkesztője. Inari számit tanít számos helyen, köztük a Helsinki egyetemen is.
Első könyve, a Suábi maainâs volt az első inari számi nyelvű fantázia regény. Második könyve, amely egy évvel később jelent meg, egy regény gyerekeknek.
Apja, Matti Morottaja a Finnországi számi parlament tagja, testvére Amoc néven inari számi rapper.

## Munkái
- Suábi maainâs, 1999
- Riävskánieidâ, 2000